# Lindsey Collins
Pour les articles homonymes, voir Collins.
Lindsey Collins est une productrice et actrice américaine.

## Filmographie

### Productrice
- 1997 : Hercule
- 2003 : Le Monde de Nemo
- 2007 : Ratatouille
- 2008 : WALL-E
- 2012 : John Carter
- 2016 : Le Monde de Dory

### Actrice
- 2006 : Cars : Mia
- 2006 : Cars : Mia
- 2007 : Ratatouille : la petite-amie embêtante
- 2009 : Cars: Race-O-Rama : Mia
- 2010-2011 : Martin se la raconte : Mia (3 épisodes)